# Lasius platythorax
Espèce
Lasius platythorax est une espèce de fourmis cosmopolite de la sous-famille des Formicinae.